# Lisa McGee
Lisa McGee (Derry) es una escultora y guionista de Irlanda del Norte.

## Trayectoria
Estudió Arte Dramático en la Universidad de la Reina de Belfast. Fue escritora adjunta al Royal National Theatre de Londres en 2006. Sus obras incluyen Jump, The Heights, Nineteen Ninety Two y Girls and Dolls, por la que ganó el premio Stewart Parker Trust New Playwright Bursary 2007.
Los créditos televisivos de McGee incluyen The Things I Haven't Told You para BBC Three, la serie de televisión irlandesa Raw que creó para RTÉ, las tres series de Being Human para la BBC nominada a los Premios BAFTA, la comedia de Channel 4 London Irish, que creó, la serie teatral nominada a los Globos de Oro The White Queen para la BBC 1, y la serie Indian Summers para el Canal 4. Su obra de teatro Jump ha sido adaptada al cine. 
McGee es la creadora y escritora de Derry Girls, una serie de comedia que comenzó a retransmitirse en el Canal 4 en el Reino Unido en enero de 2018.
Está casada con el actor Tobias Beer.